# Mosaic Records
Mosaic Records ist ein Jazz-Label mit Sitz in Stamford im US-Bundesstaat Connecticut, das 1982 von Michael Cuscuna und Charles Lourie (im Jahr 2000 verstorben) gegründet wurde. Es ist auf Wiederveröffentlichungen von vergriffenen Alben bzw. Aufnahmen (häufig mit bis dahin unveröffentlichtem Material) von Jazzmusikern spezialisiert, die mit ausführlichem Begleitheft mit detaillierten Informationen zu den Aufnahmen und Essays veröffentlicht werden. Meist ist die Auflage begrenzt, da die vollständigen Rechte bei anderen Labels liegen und nur für eine limitierte Auflage erworben werden. Beispiele des Katalogs sind Helen Merrill, Count Basie (Verve Studioaufnahmen in den 1950er und 1936 bis 1940 mit Lester Young), Sarah Vaughan (Roulette), Hank Mobley (Blue Note, 1950er), Benny Golson/Art Farmer „Jazztet“ (Mercury, Argo), Charlie Parker (Benedetti Recordings, Auflage nicht begrenzt), Toshiko Akiyoshi/Lew Tabackin (erste fünf Studioalben 1974–1977).
Die Idee entstand, als beide noch bei Blue Note Records waren, Lourie ab 1974 als Marketing Director (davor bei CBS), Cuscuna als Produzent. Cuscuna startete 1975 eine Reissue Serie bei Blue Note, die aber immer wieder mit Schwierigkeiten zu kämpfen hatte. Die ersten drei Box Sets waren 1983 die Complete Blue Note Recordings von Thelonious Monk (für einen Grammy nominiert), The Complete Gerry Mulligan Quartet and Tentette with Chet Baker, The Complete Blue Note Recordings of Albert Ammons and Meade Lux Lewis.
Seit 1998 ist das Label nicht mehr unabhängig; Capitol Records besitzt 50 % des Labels, das nun als Teil von Blue Note Records geführt wird.
Die mittlere Auflage der CD-Sets ist 5000. Die aktuelle Eddie Condon / Bud Freeman Box (Jahrgang 2015) ist Box-Set Nr. 259.
Neben den Box-Sets gibt es seit 2003 eine Select Serie, eine Sammlung kleineren Umfangs, die nicht unbedingt vollständig ist, und seit 2006 Mosaic Singles (für Wiederveröffentlichungen). Anfangs bestanden die Box-Sets aus Vinyl-Ausgaben und auch heute gibt es gelegentlich Vinyl-Ausgaben.

## Sammlungen
Die untenstehenden Komplett-Sammlungen sind im Detail unter dem Namen des Musikers, bzw. des Labels gelistet (wird laufend ergänzt):
- 1983: Albert Ammons & Meade Lux Lewis – The Complete Blue Note Recordings
- 1983: Gerry Mulligan – The Complete Pacific Jazz and Capitol Recordings of the Original Quartett and Tentette with Chet Baker
- 1983: Art Pepper – The Complete Pacific Jazz Small Group Recordings
- 1984: Clifford Brown – The Complete Blue Note and Pacific Jazz Recordings
- 1984: Ike Quebec & John Hardee – The Complete Blue Note Recordings
- 1985: Sidney Bechet – The Complete Blue Note Recordings
- 1985: Edmond Hall, James P. Johnson, Sidney De Paris & Vic Dickenson – The Complete Blue Note Sessions
- 1985: Tina Brooks – The Complete Blue Note Recordings of the Quintets
- 1985: Thelonious Monk – The Complete Black Lion and Vogue Recordings
- 1986: Chet Baker – The Complete Pacific Jazz Live Recordings of the Quartet with Russ Freeman
- 1986: Art Hodes – The Complete Blue Note Sessions
- 1986: Buddy DeFranco – The Complete Verve Records Recordings of the Quartett/Quintett with Sonny Clark
- 1986: Benny Morton and Jimmy Hamilton with Sammy Benskin – The Blue Note Swingtets (1945)
- 1987: Ike Quebec – The Complete Blue Note 45 Sessions
- 1987: Paul Desmond – The Complete Recordings of the Quartet with Jim Hall
- 1987: Pete Johnson/Earl Hines/Teddy Bunn – The Blue Note Sessions (1939–1940)
- 1987: Herbie Nichols – The Complete Blue Note Recordings
- 1988: Commodore – The Complete Jazz Recordings (Volume 1)
- 1989: Johnny Hodges – The Complete Sessions (1951–1955)
- 1989: Charles Mingus – The Complete Candid Recordings
- 1989: Shorty Rogers – The Complete Atlantic and EMI Jazz Recordings
- 1989: Cecil Taylor and Buell Neidlinger – The Complete Candid Recordings
- 1989: Freddie Redd – The Complete Blue Note Recordings
- 1989: Commodore – The Complete Jazz Recordings (Volume 2)
- 1990: Charlie Parker – The Complete Dean Benedetti Recordings
- 1990: George Lewis – The Complete Blue Note Recordings
- 1990: Earl Hines, Claude Hopkins, Cliff Jackson, Keith Dunham, Sonny White, Jay McShann, Teddy Wilson, Cliff Smalls, Sir Charles Thompson, Gloria Hearn & Ram Ramirez – The Complete Master Jazz Piano Series
- 1990: Stan Getz – The Complete Recordings of the Quintet with Jimmy Raney
- 1990: T-Bone Walker – The Complete Recordings (1940–1954)
- 1990: Commodore – The Complete Jazz Recordings (Volume 3)
- 1991: Count Basie – The Complete Roulette Live Recordings (1959–1962)
- 1991: Nat King Cole – The Complete Capitol Recordings of the Trio
- 1991: Larry Young – The Complete Blue Note Recordings
- 1992: Woody Shaw – The Complete CBS Studio Recordings
- 1992: Art Blakey – The Complete Blue Note Recordings of the 1960 Jazz Messengers
- 1993: Count Basie – The Complete Roulette Studio Recordings
- 1993: Benny Goodman – The Complete Capitol Small Group Recording (1944–1955)
- 1993: Buck Clayton – The Complete CBS Jam Sessions
- 1993: Louis Armstrong – The Complete Decca Studio Recordings of the All Stars
- 1993: Serge Chaloff – The Complete Sessions
- 1993: Charles Mingus – The Complete 1959 CBS Sessions
- 1994: Eddie Condon – The Complete CBS Recordings of his All Stars
- 1994: George Shearing – The Complete Capitol Live Recordings
- 1994: Jimmy Smith – The Complete February 1957 Blue Note Sessions
- 1994: Thad Jones/Mel Lewis Orchestra – The Complete Solid State Recordings
- 1995: Duke Ellington – The Complete Capitol Recordings
- 1995: Lee Morgan – The Complete Blue Note Fifties Sessions
- 1995: Stan Kenton – The Complete Capitol Studio Recordings (1943–1947)
- 1995: Andrew Hill – The Complete Blue Note Session (1963–1966)
- 1996: Illinois Jacquet – The Complete Sessions (1945–1950)
- 1996: J. J. Johnson – The Complete CBS Small Group Sessions
- 1996: Jack Teagarden – The Complete Capitol Fifties Sessions
- 1996: Miles Davis & Gil Evans – The Complete CBS Studio Recordings
- 1996: Curtis Fuller – The Complete Blue Note/UA Sessions
- 1996: Sam Rivers – The Complete Blue Note Sessions
- 1997: Teddy Wilson – The Complete Verve Records Recordings of the Trio
- 1997: Capitol – Classic Capitol Jazz Sessions
- 1997: Chico Hamilton – The Complete Pacific Jazz Recordings of the Quintet
- 1997: Jimmy Giuffre – The Complete Capitol and Atlantic Recordings
- 1997: Lennie Tristano, Lee Konitz & Warne Marsh – The Complete Atlantic Recordings
- 1998: Atlantic – The New Orleans Jazz Sessions (1958–1962)
- 1998: Charlie Ventura & Flip Phillips – The Complete Verve/Clef Studio Sessions
- 1998: Peggy Lee & June Christy – The Complete Capitol Transcription Sessions
- 1998: Blue Mitchell – The Complete Blue Note Sessions (1963–1967)
- 1998: Hank Mobley – The Complete Blue Note Fifites Sessions
- 1998: Bud Shank – The Pacific Jazz Studio Sessions
- 1999: Gene Krupa & Harry James – The Complete Capitol Recordings
- 1999: Duke Ellington – The Reprise Studio Recordings
- 1999: Bob Cooper, Bill Holman & Frank Rosolino – Kenton Presents Jazz
- 1999: Kid Ory – The Complete Verve Sessions
- 1999: Django Reinhardt – The Complete Swing/HMV Sessions (1936–1948)
- 1999: Anita O’Day – The Complete Verve Records/Clef Sessions
- 1999: Stuff Smith – The Complete Verve Records Sessions
- 2000: Woody Herman – The Complete Capitol Recordings
- 2000: Columbia – The Jazz Piano Moods Sessions
- 2000: Gerald Wilson – The Complete Pacific Jazz Recordings of his Orchestra
- 2000: Johnny Hodges – The Complete Verve Records Small Group Sessions 1956–1961
- 2000: Horace Parlan – The Complete Blue Note Session
- 2000: Max Roach – The Complete Mercury Plus Four Sessions
- 2000: Mildred Bailey – The Complete Columbia Recordings
- 2001: Eddie Condon – Classic Columbia Condon Mob Sessions
- 2001: Bix Beiderbecke, Frank Trumbauer & Jack Teagarden – The Complete Okeh and Brunswick Sessions (1924–1936)
- 2001: Bobby Hackett – The Complete Capitol Solo Sessions
- 2001: Sonny Stitt – The Complete Roost Studio Sessions (1952–1963)
- 2001: Joe Pass – The Complete Pacific Jazz Quartett Session (1963–1964)
- 2002: Eddie Lang & Joe Venuti – The Classic Columbia and Okeh Sessions
- 2002: Stanley Turrentine – The Blue Note Quintet/Sextet Studio Sessions (1961–1969)
- 2002: Lou Donaldson – The Complete Blue Note Sessions (1957–1960)
- 2002: Louis Prima & Wingy Manone – The Complete Brunswick & Vocalion Recordings (1924–1937)
- 2002: Bunny Berigan – The Complete Brunswick, Parlophone & Vocalion Sessions
- 2003: Roy Eldridge – The Complete Verve Records Studio Sessions
- 2003: Gerry Mulligan – The Complete Verve Concert Band Sessions
- 2003: Jack Teagarden – The Complete Roulette Sessions
- 2004: Dinah Washington – The Complete Roulette Sessions
- 2004: Art Farmer & Benny Golson – The Complete Argo/Mercury Jazztet Sessions
- 2004: Tal Farlow – The Complete Verve Sessions
- 2005: Count Basie – The Complete Clef/Verve Records Fifties Studio Recordings
- 2005: Buddy Rich – Argo, Emarcy and Verve Small Group Sessions
- 2005: Columbia – Small Group Swing Sessions 1953–1962
- 2005: Jazz Crusaders – Pacific Jazz Quintet Studio Session 1961–1970
- 2006: Duke Ellington – The Complete 1936–1940 Variety, Vocalion and Okeh Small Group Sessions
- 2006: Oliver Nelson – The Verve/Impulse Big Band Sessions (1962–1966)
- 2006: Dizzy Gillespie – The Verve/Philips Small Group Sessions 1954–1964
- 2007: Quincy Jones – The ABC/Mercury Big Band Jazz Sessions 1957–1964
- 2007: Lionel Hampton – The Complete Victor Sessions 1937–1941
- 2007: Chu Berry – Classic Columbia and Victor Session
- 2008: Anthony Braxton – The Complete Arista Recordings (1974–1980)
- 2008: Oscar Peterson – The Complete Clef/Mercury Studio Recordings of the Trio (1951–1953)
- 2008: Benny Goodman – Classic Columbia and Okeh Orchestra Sessions (1939–1958)
- 2008: Lester Young & Count Basie – Classic Columbia, Okeh and Vocalion (1936–1940)
- 2009: Artie Shaw – Classic Bluebird and Victor Sessions (1938–1945)
- 2009: Louis Armstrong – The Complete Decca Sessions (1935–1946)
- 2009: Bing Crosby – The CBS Radio Recordings (1954–1956)
- 2009: Ahmad Jamal – The Complete Trio Argo Sessions (1958–1961)
- 2010: Henry Threadgill – Novus & Columbia & Air (1978–1996)
- 2010: Duke Ellington – The Complete 1932–1940 Brunswick, Columbia and Master Recordings
- 2011: Jimmie Lunceford – The Complete Decca Session
- 2011: Modern Jazz Quartet – Complete Atlantic Studio Recording 1956–1964
- 2012: Charles Mingus – The Jazz Workshop Concerts 1964–1965
- 2012: Earl Hines – Classic Sessions (1928–1945)
- 2012: Coleman Hawkins – Classic Session (1922–1947)
- 2013: Chick Webb & Ella Fitzgerald – The Complete Decca Sessions (1934–1941)
- 2014: Louis Armstrong – Columbia and RCA Victor Live Recordings of Louis Armstrong and the All Stars (1947–1958)
- 2014: Rosemary Clooney – The CBS Radio Recordings (1955–1961)
- 2014: Dial – The Complete Modern Jazz Sessions (1945–1948)
- 2015: Eddie Condon & Bud Freeman – Complete Commodore & Decca Sessions (1938–1950)
- 2018: The Savory Collection 1935–1940
- 2019: Woody Herman – The Complete Woody Herman Decca, Mars And MGM Sessions (1943–1954)
- 2019: Hank Mobley – The Complete Hank Mobley Blue Note Sessions 1963-70
- 2020: Paul Desmond – The Complete 1975 Toronto Recordings